# シャニ・タラシャイ
シャニ・タラシャイ（Shani Tarashaj、1995年2月7日 - ）は、スイス・チューリッヒ州ハウゼン・アム・アルビス出身の元サッカー選手。現役時代のポジションはフォワード。スイス代表。

## 経歴
2008年、グラスホッパー・クラブ・チューリッヒの下部組織に入団。2014年8月のFCシオン戦でスーパーリーグ初出場。2015年9月、グラスホッパーとの契約を2019年まで延長。
2016年1月、エヴァートンFCに4年半契約で移籍。シーズン終了までレンタルされる形でグラスホッパーに残留。
2016年8月、アイントラハト・フランクフルトに1年間レンタル移籍することが発表された。
2018年7月19日、グラスホッパーにレンタルで復帰した。
2019年7月、FCエメンに2シーズンの契約でレンタル移籍した。

## 代表歴
タラシャイの両親はそれぞれスイス人とコソボ・プリズレンから移住したアルバニア人で、このためスイスとアルバニアの各代表に選出される権利を有していた。2015年8月、アルバニア代表のジャンニ・デ・ビアージ監督は将来的にタラシャイを招集する意向を明らかにした。
2016年5月、UEFA EURO 2016を戦うスイス代表のメンバー23人に選出された。